# Martha Norelius
Martha Norelius (Stockholm, 20. siječnja 1908. - St. Louis, Missouri, 23. rujna 1955.), američka plivačica.
Višestruka je olimpijska pobjednica u plivanju, a 1967. godine primljena je u Kuću slavnih vodenih sportova.